# Крылов, Николай Николаевич (Герой Советского Союза, 1918)
Никола́й Никола́евич Крыло́в (19 декабря 1918 — 20 февраля 1980) — сержант Советской Армии, участник Великой Отечественной войны, Герой Советского Союза (1943).

## Биография
Родился 19 декабря 1918 в крестьянской семье. После окончания средней школы работал трактористом в машинно-тракторной станции.
В феврале 1940 был призван на службу в Рабоче-крестьянскую Красную Армию. Окончил полковую школу. С августа 1943 — на фронтах Великой Отечественной войны, был механиком-водителем танка 398-го танкового батальона 183-й танковой бригады 10-го танкового корпуса 40-й армии Воронежского фронта. За время войны несколько раз был ранен. Отличился во время битвы за Днепр.
В ночь с 23 на 24 сентября 1943 в числе первых переправился через Днепр в районе хутора Монастырёк (ныне — в черте посёлка Ржищев Кагарлыкского района Киевской области Украины) и принял активное участие в отражении большого количества немецких контратак, уничтожив батарею миномётов и множество солдат и офицеров противника.
Указом Президиума Верховного Совета СССР «О присвоении звания Героя Советского Союза офицерскому и сержантскому составу артиллерии Красной Армии» от 9 февраля 1944 года за «образцовое выполнение боевых заданий командования на фронте борьбы с немецкими захватчиками и проявленные при этом отвагу и геройство» был удостоен звания Героя Советского Союза с вручением ордена Ленина и медали «Золотая Звезда» за номером 2371.
В 1946 был демобилизован. Первоначально проживал на родине, был трактористом, бригадиром, механиком, позднее переехал в Челябинск, где работал бульдозеристом.
Умер 20 февраля 1980 года, похоронен на Успенском кладбище Челябинска.
Был также награждён орденами Красной Звезды и Славы 3-й степени, рядом медалей.

## Память
В честь Крылова названы улицы в Петропавловке и Уйском, школа в селе Кидыш.